# برايان كيلي (لاعب كرة قدم أمريكي)
برايان كيلي (بالإنجليزية: Brian Kelly)‏ (6 أكتوبر 1974 في الولايات المتحدة - ) هو لاعب كرة قدم أمريكي في مركز الوسط. شارك مع منتخب الولايات المتحدة تحت 17 سنة لكرة القدم ومنتخب الولايات المتحدة تحت 20 سنة لكرة القدم. أما مع النوادي، فقد لعب مع تامبا باي موتيني ولوس أنجلوس غلاكسي ونيويورك ريد بولز وPortland Timbers (2001–2010) ‏.

## وصلات خارجية
- برايان كيلي على موقع الاتحاد الدولي (مؤرشف)  (الإنجليزية)
- برايان كيلي على موقع الدوري الأمريكي (الإنجليزية)
- برايان كيلي على موقع قاعدة بيانات كرة القدم.إي يو (الإنجليزية)